# Lucas Varaldo
Lucas Ariel Varaldo (Lomas de Zamora, Argentina, 24 de febrero del 2002) es un futbolista argentino. Juega de delantero en el Central Córdoba (SdE) de la Primera División de Argentina.

## Trayectoria
Varaldo se unió a la edad de seis años a las inferiores de Lanús. Jugando por la reserva anotó un triplete contra Estudiantes en febrero de 2020 en la final del torneo de reserva de la primera división del fútbol argentino. Fue subido a la plantilla del primer equipo en diciembre del 2020 de la mano del director técnico Luis Zubeldía, apareciendo inicialmente en el banco de suplentes en  una victoria en la Copa de la Liga Profesional ante Aldosivi el 13 de diciembre. El debut absoluto de Varaldo llegó el 20 de diciembre en la misma competición ante Defensa y Justicia, después de que el delantero sustituyera a Gonzalo Torres a diecisiete minutos del final.

## Clubes
| Club                    | País      | Año           |
| ----------------------- | --------- | ------------- |
| Lanús                   | Argentina | 2020-2024     |
| Club Almagro (préstamo) | Argentina | 2023          |
| Aldosivi (préstamo)     | Argentina | 2024          |
| Central Córdoba (SdE)   | Argentina | 2024-presente |

## Palmarés

### Títulos nacionales
| Título         | Equipo                | Sede     | Año  |
| -------------- | --------------------- | -------- | ---- |
| Copa Argentina | Central Córdoba (SdE) | Santa Fe | 2024 |